# Chacachacare
Chacachacare (ouvirⓘ) é uma ilha de Trindade e Tobago, pertencente ao arquipélago das "Ilhas Bocas". É a mais ocidental destas e está situada nas Bocas do Dragão, entre Trindade e a Venezuela. A vizinha Ilha de Patos fez parte de Trindade e Tobago até 1942, quando foi cedida à Venezuela.
A ilha tem uma área de 3,642 km². Permanece desabitada, e muitos trinitários visitam-na na temporada de férias. 

## História

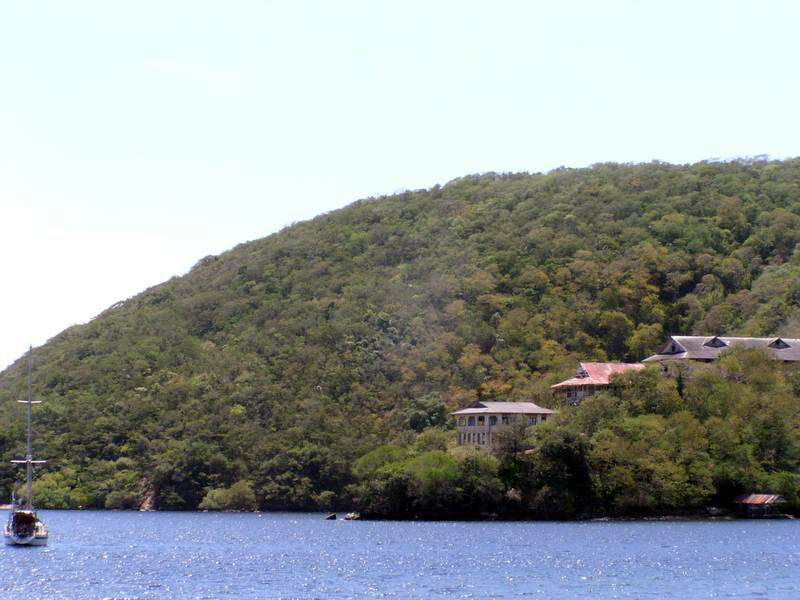
Bairro abandonado de Nun, Chacachacare

Cristóvão Colombo descobriu-a ao serviço de Espanha em 1498.  Originalmente foi chamada "El Caracol" por Colombo pela sua particular forma. 
Foi cedida junto com Trindad aos britânicos em 1797. Em 1813 o revolucionário venezuelano Santiago Mariño usou a ilha como base de operações para invadir a Venezuela.
Em vários momentos da sua história Chacachacare serviu como plantação de algodão, base para a pesca de baleias, e leprosaria.
Em 1942, durante a segunda guerra mundial, cerca de 1000 marines da Forças Armadas dos Estados Unidos estabeleceram-se na ilha e construíram barracões e várias instalações. 